# حسن إبراهيم (مخرج)
حسن إبراهيم (19 يوليو 1931 - 1 مارس 2017) هو مخرج وكاتب سيناريو مصري.

## حياته ونشأته
وُلد «حسن» في 19 يوليو 1931، وبإتمام تعليمه الثانوي التحق بكلية الهندسة جامعة القاهرة، التي تخرج فيها سنة 1955.

## مسيرته
الالتحاق بالعمل السينمائي وبالتحديد مجال الإخراج بعد تخرجه من الكلية.
بدءً مساعدًا للمخرجين من منتصف خمسينيات القرن العشرين، وكان مساعدًا للمخرجين عاطف سالم في فيلم فجر، وعز الدين ذو الفقار في فيلم عيون سهرانة، ويوسف شاهين في فيلم صراع في الميناء.
كانت البداية الحقيقة في نهاية السبعينيات أخرج فيلم أنقذوا هذه العائلة، وتبعه بأفلام حكاية في كلمتين، والقط أصله أسد، ومحطة الأنس، إلى أن جاءت النقلة الكبرى بإخراجه فيلم البيه البواب الذي إنتاج سنة 1987.
بنجاح البيه البواب كرر تجربته مع أحمد زكي في فيلم سواق الهانم، والذي عرض عام 1994، وهو العمل الذي تعلق به الجمهور إلى الآن.
اتجه إلى العمل الدرامي واكتفى بإخراج مسلسلي شخلول عام 2006 من بطولة أشرف عبد الباقي، وإن غاب القط سنة 2009، وهو العمل الذي شارك فيه الفنان الراحل عمر الحريري، وكان هذا آخر أعماله، ومنذ تلك الفترة توقف حسن عن العمل، مبتعدًا عن الحوارات التليفزيونية والصحفية كما اعتاد طوال فترة عطائه الفني، كذلك كان غائبًا عن حفلات التكريم والمهرجانات السينمائية.

## أعماله
إن غاب القط 2009 - مسلسل مخرج
من قتل تامر وزه 2009 - مسلسل - اذاعي مخرج
هيما في البريمة 2009 - مسلسل - اذاعي مخرج
شخلول
2006 - مسلسل مخرج
مندور وعزيزة 2003 - فيلم مخرج
همام يبحث عن همام
1999 - مسلسل مخرج
الحرب العائلية الثالثة
1998 - فيلم مخرج
سواق الهانم
1994 - فيلم مخرج
امرأة تدفع الثمن
1993 - فيلم مخرج
اقتل مراتي و لك تحياتي
1990 - فيلم مخرج
البيه البواب 1987 - فيلم مخرج
القط أصله أسد 1985 - فيلم مخرج
حكاية في كلمتين 1985 - فيلم مخرج
محطة الأنس 1985 - فيلم مخرج
أنقذوا هذه العائلة 1979 - فيلم مخرج
أذكريني 1978 - فيلم مخرج مساعد
أسياد وعبيد 1978 - فيلم مخرج مساعد
امرأة في دمي 1978 - فيلم مخرج مساعد
وادي الذكريات 1978 - فيلم مخرج مساعد
العذاب امرأة 1977 - فيلم مخرج مساعد
كان وكان وكان 1977 - فيلم مخرج مساعد
العيال الطيبين 1976 - فيلم مخرج مساعد
الكروان له شفايف 1976 - فيلم مخرج مساعد
بعيدًا عن الأرض 1976 - فيلم مخرج مساعد
دقة قلب 1976 - فيلم مخرج مساعد
رحلة الأيام 1976 - فيلم مخرج مساعد
الحب تحت المطر 1975 - فيلم مخرج مساعد
النداهة 1975 - فيلم مخرج مساعد
على ورق سيلوفان 1975 - فيلم مخرج مساعد
لا شيء يهم 1975 - فيلم مخرج مساعد
مولد يا دنيا 1975 - فيلم مخرج مساعد
امرأة عاشقة 1974 - فيلم مخرج مساعد
الحب والصمت 1973 - فيلم مخرج مساعد
زمان يا حب 1973 - فيلم مخرج مساعد
إمبراطورية ميم 1972 - فيلم مخرج مساعد
حب وكبرياء 1972 - فيلم مخرج مساعد
عماشة في الأدغال 1972 - فيلم مخرج مساعد
نحن الرجال طيبون 1971 - فيلم مخرج مساعد
الحب الضائع 1970 - فيلم مخرج مساعد
دلال المصرية 1970 - فيلم مخرج مساعد
نار الشوق 1970 - فيلم مخرج مساعد
أبي فوق الشجرة 1969 - فيلم مساعد مخرج
حكاية من بلدنا 1969 - فيلم مخرج مساعد
شيء من الخوف 1969 - فيلم مخرج مساعد
ليلة واحدة 1969 - فيلم مخرج مساعد
لصوص لكن ظرفاء 1968 - فيلم مخرج مساعد
مراتي مجنونة مجنونة مجنونة 1968 - فيلم مخرج مساعد
شيء في حياتي
1966 - فيلم مخرج مساعد
المستحيل
1965 - فيلم مخرج مساعد
المشاغب
1965 - فيلم مخرج مساعد
ليلة الزفاف
1965 - فيلم مخرج مساعد
أمير الدهاء
1964 - فيلم مخرج مساعد
الباب المفتوح
1963 - فيلم مخرج مساعد
النشال
1963 - فيلم مخرج مساعد
سلاسل من حرير
1962 - فيلم مساعد مخرج
يوم بلا غد
1962 - فيلم مخرج مساعد
شاطئ الحب
1961 - فيلم مخرج مساعد
غدًا يوم آخر
1961 - فيلم مخرج مساعد
غرام الأسياد
1961 - فيلم مخرج مساعد
في بيتنا رجل
1961 - فيلم مخرج مساعد
وا إسلاماه
1961 - فيلم مخرج مساعد
جسر الخالدين
1960 - فيلم مساعد مخرج ثان
العتبة الخضراء
1959 - فيلم مخرج مساعد
حسن ونعيمة
1959 - فيلم مساعد مخرج
دعاء الكروان
1959 - فيلم مساعد مخرج
عاشت للحب
1959 - فيلم مخرج مساعد
عودة الحياة
1959 - فيلم مساعد مخرج
هدى 1959 - فيلم مخرج مساعد
الأخ الكبير 1958 - فيلم مساعد مخرج ثان
إمسك حرامي 1958 - فيلم مخرج مساعد
شباب اليوم 1958 - فيلم مساعد مخرج ثان
كهرمان 1958 - فيلم مساعد مخرج ثان
ماليش غيرك 1958 - فيلم ملاحظ السيناريو
إغراء 1957 - فيلم مساعد مخرج
طاهرة 1957 - فيل ملاحظ السيناريو
علموني الحب 1957 - فيلم مخرج مساعد
بنات اليوم 1956 - فيلم مساعد مخرج
صراع في الميناء 1956 - فيلم مخرج مساعد
عيون سهرانة 1956 - فيلم مساعد مخرج
الغائبة 1955 - فيلم ملاحظ السيناريو
شاطئ الذكريات 1955 - فيلم ملاحظ السيناريو
فجر 1955 - فيلم مخرج مساعد
شيطان الصحراء 1954 - فيلم مساعد مخرج
صراع في الوادي 1954 - فيلم مساعد مخرج
يعملوها الكبار - سهرة تليفزيونية مخرج

## جوائز
كرمه الكاتب حلمي النمنم وزير الثقافة، عن مجمل أعماله في مهرجان جمعية الفيلم في دورته الـ43، وهي الجائزة التي تسلمها ابن شقيقته.